# Gynaephora
Gynaephora is een geslacht van vlinders van de familie spinneruilen (Erebidae), uit de onderfamilie Lymantriinae.

## Soorten
- G. groenlandica Homeyer., 1874
- G. lugens Kozhanchikov, 1948
- G. rossii Curtis, 1835
- G. selenitica (Esper, 1789)